# سرگژ گرسیچو
سرگژ گرسیچو (انگلیسی: Sergej Grecicho؛ زادهٔ ۳۰ سپتامبر ۱۹۸۵) ورزشکار هنرهای رزمی ترکیبی اهل لیتوانی است. وی از سال ۲۰۰۵ میلادی تاکنون مشغول فعالیت بوده‌است.